# 雅加松
雅加松（学名：Pinus massoniana var. hainanensis）为松科松属的变种。分布在中国大陆的海南、广东等地，属中国原产的植物（非从国外引种）。